# 嘉雅·洛桑丹白坚赞
嘉雅·洛桑丹白坚赞（藏語：བལོ་བཟང་བསྟན་པའི་རྒྱལ་མཚན，威利转写：blo bzang bstan pa'i rgyal mtshan；1916年1月19日—1990年9月20日），男，蒙古族，青海海晏人，第十三世（世数说明见嘉雅活佛）嘉雅活佛。

## 生平

### 成为活佛
1916年1月19日，生于青海湖北岸北寺蒙古部落（今属青海省海晏县金滩乡）一个蒙古族牧民家庭。当地原来属于青海和硕特部南左末旗蒙古游牧地。1919年，他4岁时，经塔尔寺第三世却西活佛认定为第十二世嘉雅活佛的转世灵童，迎至塔尔寺坐床，正式继任嘉雅活佛，并赐法名“洛桑丹白坚赞”。他的僧人生活也因此而自4岁开始。
1923年，7岁时受沙弥戒。此后直到1929年，他随塔尔寺高僧丹斗拉仁巴等几位上师学习。1929年到1934年，他在塔尔寺参尼扎仓（显宗学院）学习。后在参尼扎仓获“朗赛噶举”学位，同时受比丘戒。1934年，经僧众推举任塔尔寺第90任总法台。任内，九世班禅额尔德尼返回西藏途中，曾在塔尔寺受到他的接待，此后九世班禅额尔德尼于1937年启程继续赴西藏，临别时任命其为塔尔寺法台，并对其说“三年后吾当再来此地，共期会唔。”但仅仅数月后，九世班禅额尔德尼便在返回西藏途中于1937年12月在青海省玉树县结古镇结古寺甲拉颇章因病圆寂。此后，班禅堪布会议厅组织了第九世班禅额尔德尼转世灵童寻访工作。1938年，依照规定，嘉雅活佛三年法台任期届满，乃入密宗学院静修6年。

### 班禅经师
1941年，班禅堪布会议厅指认贡布慈丹为第九世班禅额尔德尼的转世灵童。1942年，贡布慈丹被第一次迎至塔尔寺参加认选，住在嘉雅活佛的府邸，受到嘉雅活佛照料。1943年春，班禅堪布会议厅拜嘉雅活佛为其副经师。当时，班禅堪布会议厅拜拉科活佛拉科·晋美赤烈嘉措为其正经师，然而拉科·晋美赤烈嘉措年事已高，便请嘉雅活佛协助，实际上全靠嘉雅活佛亲自授教，为贡布慈丹教藏文文法教材《三十颂》，并讲解佛经。1945年，拉科·晋美赤烈嘉措因病辞去正经师职务，嘉雅活佛成为此后贡布慈丹居住在塔尔寺期间的唯一一位经师。
1946年底，扎什伦布寺派出的迎请第九世班禅额尔德尼转世灵童的僧俗官员到达塔尔寺，此后经同班禅堪布会议厅官员会商，双方进一步确认贡布慈丹为转世灵童，并呈报国民政府核准。1949年初，中华民国政府迁往广州，班禅堪布会议厅再次派其负责人计晋美赴广州，请中华民国政府代总统李宗仁请求批准班禅灵童，并请明令免于掣签。中华民国政府乃于1949年6月3日在广州发布命令，免其掣签，“特继任为第十世班禅额尔德尼。”旋派新上任的蒙藏委员会委员长关吉玉为专使，赴西宁主持其坐床典礼。同年8月10日，经专使关吉玉及青海省政府主席马步芳主持，在塔尔寺普观文殊殿前大讲经院举行坐床典礼。

### 拥护中央人民政府
1949年夏，中华民国政府及青海省政府主席马步芳所派的党政人员及特务常在塔尔寺活动，催促十世班禅额尔德尼以及班禅堪布会议厅主要官员随马步芳赴台湾。为了躲避马步芳等的纠缠，嘉雅活佛、班禅堪布会议厅以及十世班禅额尔德尼父母决定十世班禅额尔德尼以及班禅堪布会议厅成员暂避到青海海西香日德牧区，此处为清朝乾隆帝1780年赐给六世班禅额尔德尼的香火地。不久，嘉雅活佛及班禅堪布会议厅获悉马步芳的部队已逃走，中国人民解放军已进驻西宁，便当即派员赴西宁同当地中国人民解放军领导机关接洽。
1949年10月1日，中华人民共和国中央人民政府成立。得到该消息后，嘉雅活佛参加了班禅堪布会议厅召开的会议，主张拥护中央人民政府，随后计晋美以班禅额尔德尼·确吉坚赞的名义起草了电文，分别向毛泽东（中央人民政府主席）、朱德（中国人民解放军总司令）、彭德怀（中国人民解放军副总司令）发了致敬电。11月23日，毛泽东、朱德联名复电班禅，彭德怀也单独复电班禅。这两封电报均对十世班禅额尔德尼及班禅堪布会议厅的爱国热情表示高度赞扬，并问候十世班禅额尔德尼。
1950年1月31日，经嘉雅活佛同班禅堪布会议厅商议，班禅堪布会议厅致电中央人民政府，谴责西藏噶厦派出“亲善善代表团”赴英、美表示西藏的“独立”，吁请中央人民政府“速发义师，解放西藏”，并称“本厅誓率西藏爱国人民，唤起西藏人民配合解放军，效忠人民祖国奋斗到底。”同年6月，班禅堪布会议厅派最高文官计晋美等赴西安会见彭德怀，提出了解放西藏办法的建议。同年10月，中国人民解放军分三路强渡金沙江，展开昌都战役，攻占了噶厦控制的康区西部的昌都。
1951年春，西藏摄政达扎下台，达赖亲政。同年1月27日，达赖致信中央人民政府，报告其亲政的有关情况，并表示愿意谋求和平。中央人民政府复电祝贺其亲政，并欢迎其派代表赴北京和谈。不久，双方商定中央人民政府代表同西藏地方政府代表在北京举行和平解放西藏谈判。中央人民政府方面还特邀十世班禅额尔德尼赴北京参加协商。4月中旬，嘉雅活佛随十世班禅额尔德尼来到北京，受到政务院总理周恩来接待。嘉雅活佛后来回忆称：
大师率领堪布会议厅主要僧俗官员40多人于月底到达北京，我也是随行人员之一。5月24日，大师率领堪布厅全体官员向毛主席致敬，到台前献礼的有大师、大师父亲、计扎萨、喇扎萨和我五个人。大师手捧哈达走在前面，我在后面举着用藏汉两种文字写的“中国各族人民的大救星”的锦旗。此外还献了佛像、曼扎、藏香等礼物。献礼后，大师、计扎萨和我三人由中央统战部部长李维汉领进毛主席的卧室，谈了五分钟话。
经中央人民政府代表同西藏地方政府代表协商，以及班禅额尔德尼、嘉雅活佛还有班禅堪布会议厅的积极配合，5月23日《关于和平解放西藏办法的协议》（以下简称《协议》）签字。5月24日下午，毛泽东在中南海怀仁堂接见了西藏地方政府和谈代表阿沛·阿旺晋美等人，以及班禅额尔德尼、嘉雅活佛一行。班禅额尔德尼向毛泽东献了哈达，并致赠锦旗、金盾、长寿铜佛、银曼扎、藏香，以及20世纪初西藏抗英战争中士兵使用的武器弹药等礼物。

### 护送班禅回藏
《协议》确定了班禅额尔德尼可以回到日喀则扎什伦布寺，并恢复了班禅额尔德尼在后藏的惯有政治及宗教势力。1950年5月30日，班禅致电达赖，拥护《协议》，并称：“班禅愿竭绵薄，精诚团结，在中央人民政府和毛主席的英明领导下，协助您和西藏地方政府，彻底实行协议，为和平解放西藏而奋斗。”藏历七月十九日，达赖复电班禅称“5月30日来电，此间于6月4日接悉，甚慰。……我卜卦所得良好的征兆，您确是前班禅化身。决定后已公布扎什伦布讫。……现在希望您即速启程回寺，所经道路决定后先来电为荷。”1951年初，中央召中共中央西北局统战部部长汪锋以及范明、牙含章赴北京，在总理周恩来的主持下，由中共中央统战部部长李维汉具体负责研究班禅额尔德尼返回西藏事宜。1951年12月，达赖所派欢迎代表来到塔尔寺，并通知班禅堪布会议厅称，已命令班禅额尔德尼进入西藏境内时的沿途民众支应乌拉。12月18日，毛泽东及中央人民政府特任西北军政委员会副主席习仲勋为代表，赴西宁为班禅额尔德尼送行。
经过商讨，嘉雅活佛亲自护送十世班禅额尔德尼返回西藏。他们一行自西宁启程，经唐古拉山来到青藏交界的黑河时，遭西藏部分反对势力阻挠，不准班禅额尔德尼进入西藏，这些人声称“班禅是共产党的人”，煽动一些老人不承认班禅额尔德尼。嘉雅活佛建议采取和平态度，不能同西藏噶厦对抗。经嘉雅活佛劝说，冲突未爆发，班禅额尔德尼一行成功进入西藏，并于1952年4月28日到达拉萨，受到拉萨各界及驻拉萨的中国人民解放军欢迎。当日下午，班禅赴布达拉宫日光殿拜会了达赖。此后，嘉雅活佛陪班禅额尔德尼一行在拉萨住了一个多月，其间班禅额尔德尼又多次同达赖会晤。
1952年6月6日，班禅额尔德尼一行离开拉萨，于6月23日来到后藏日喀则。嘉雅活佛协助班禅堪布会议厅官员，在扎什伦布寺森穷意噶群增殿依照历史惯例为十世班禅额尔德尼又举行了坐床典礼。同年7月，嘉雅活佛向班禅额尔德尼请假返回塔尔寺，但因扎什伦布寺僧众希望十世班禅额尔德尼举行时轮金刚法会，故嘉雅活佛又暂时留下，帮助班禅额尔德尼举行时轮金刚法会。

### 再到北京
1953年4月，嘉雅活佛启程返回青海塔尔寺，7月抵达西藏那曲（即黑河），正逢途经那曲赴北京参加第一届全国人民代表大会的班禅额尔德尼。嘉雅活佛乃先回塔尔寺，后又随班禅额尔德尼赴北京。在北京期间，正值藏历木羊年新年，毛泽东主席、刘少奇委员长、周恩来总理等党和国家领导人同达赖、班禅、嘉雅活佛等共庆藏历新年。第一届全国人民代表大会及第二届全国政协会议结束后，嘉雅活佛随班禅在中国内地参观访问。1955年3月，嘉雅活佛返回塔尔寺。
回到塔尔寺后，嘉雅活佛研修佛学，并在塔尔寺、拉卜楞寺讲经。此前，嘉雅活佛于1954年当选中国佛教协会理事。此后，又出任青海省政协委员，中国佛教协会第二届常务理事，塔尔寺第一届寺管会委员。
1960年6月，嘉雅活佛入中央民族学院预科班学习3年。后来他在自我鉴定中称：
我有机会能来北京，而且在毛主席的身边学习，这是莫大的光荣，这个机会是非常不容易得到的，是由于党和毛主席的民族平等政策，我们才有这种机会。我当初来北京时不懂汉语文，不懂政策，不懂算术，连汉文中的许多内容也不懂，更谈不上翻译。三年来，在党和老师的关心和指导下，学会了不少东西。如汉文和算术方面已达到高小水平。……由于党的恩情，自己也得到了许多知识，也懂得了许多革命道理，提高了思想认识，也提高了政治觉悟。今后一心一意跟着党，努力学习革命前辈的光辉事迹；以模范人物做自己的榜样，为革命事业奋斗到底。
1964年2月，由于受到十世班禅上书一案株连，嘉雅活佛被定为反革命分子，在塔尔寺被监督劳动，直到1979年3月。

### 晚年生涯
中共十一届三中全会后，随着十世班禅额尔德尼的案子获得纠正，嘉雅活佛也获平反。1979年8月，嘉雅活佛在第四届青海省政协委员会议上当选为青海省政协常委。1980年7月，调到青海省政协任驻会常委。此后，他连续当选第五、六届全国政协委员，并当选为青海省佛教协会副会长。作为十世班禅额尔德尼的经师，嘉雅活佛多次陪时任全国人大常委会副委员长的十世班禅额尔德尼到西藏、青海、甘肃、云南、四川、新疆等地视察。1986年底，嘉雅活佛随班禅额尔德尼访问尼泊尔，并参加了世界佛教联谊会第15届大会。1987年3月，嘉雅活佛当选中国佛教协会副会长。1988年1月，当选青海省政协副主席。同年3月，当选第七届全国政协委员。
1986年，嘉雅活佛捐出了国家为落实政策而补发给自己的钱物，以及信众布施的钱物，共计30多万元人民币，在塔尔寺修建了一座“时轮坛城”，成为当时中国藏传佛教唯一一座修习密宗本尊坛城之一时轮金剛道场的建筑。
1987年9月以后，西藏拉萨发生骚乱，嘉雅活佛旋即坚决支持班禅额尔德尼发表的谴责分裂主义分子的讲话。
1989年1月9日，嘉雅活佛陪班禅额尔德尼自北京赴西藏，参加五世至九世班禅额尔德尼合葬灵塔及塔殿落成开光仪式。1月10日，嘉雅活佛随班禅额尔德尼来到拉萨大昭寺朝拜。1月13日，嘉雅活佛随班禅额尔德尼来到日喀则，见到了已经竣工的班禅东陵扎什南捷。1月22日，班禅东陵扎什南捷举行开光典礼，班禅额尔德尼发表长篇讲话。1月28日，班禅额尔德尼在日喀则因病圆寂。直到班禅额尔德尼圆寂，嘉雅活佛一直陪伴在他身边，此后又亲自指导料理班禅额尔德尼的后事。
十世班禅圆寂后，嘉雅活佛出任班禅转世灵童寻访领导小组的负责人。后来，该领导小组的副组长、扎什伦布寺民管会主任恰扎·强巴赤列在嘉雅活佛圆寂后，成为班禅转世灵童寻访工作的主要负责人。
1990年2月26日，时任青海省政协副主席的嘉雅活佛在青海省政协常委会召开会议期间，因病被送往青海省人民医院。中央及青海省高度重视，青海省专门成立了以分管文教卫生的副省长班玛丹增为首的抢救领导小组。第六世嘉木样活佛四次探望了在医院抢救的嘉雅活佛。同年7、8月间，西藏自治区党委副书记、西藏自治区政协主席热地，以及中共中央统战部副部长武连元探望了嘉雅活佛。同年9月，中共中央派中共中央统战部副部长张声作、国务院宗教事务局局长任务之及6名医学专家赴西宁慰问和协助抢救。丁关根、习仲勋、阿沛·阿旺晋美等中央领导人以各种途径表示慰问。嘉雅活佛弥留时，青海省党政领导桑结加、韩应选、马元彪、喇秉礼等人，以及班禅额尔德尼的父亲尧西·古公才旦、第六世嘉木样活佛等人，均来到嘉雅活佛的病房探视，阿嘉活佛、赛朵活佛则始终陪在嘉雅活佛身边。
1990年9月20日，嘉雅活佛圆寂，享年74岁。
嘉雅活佛圆寂当天，青海省成立了以中共青海省委书记尹克升为主任委员的治丧委员会。随后，江泽民、李鹏、李先念等人均致唁电。中共中央总书记江泽民在唁电中对嘉雅活佛的逝世“深感痛惜”，称其“是与我党长期合作共事的爱国活佛和知心朋友”，认为嘉雅活佛逝世“是我国佛教界的一大损失”，“并向嘉雅活佛的亲属表示慰问”。9月27日上午，在西宁市举行了追悼大会。